# 안나 오브 더 노스
안나 오브 더 노스(Anna of the North, 1991년 6월 8일 ~ )는 노르웨이의 싱어송라이터이다.

## 음반 목록
- Lovers (2017)
- Dream Girl (2019)